# CZ-USA
A CZ-USA é a subsidiária Norte americana da  Česká zbrojovka Uherský Brod, uma fabricante de armas de fogo da República Checa. Baseada em Kansas City, Kansas, a CZ-USA é responsável pela importação e distribuição de produtos da CZ nos Estados Unidos.